# Cuiba
Le cuiba est une langue guahibane parlée en Colombie et au Venezuela dans l'Est des Llanos, le long des rivières Meta, Casanare, Capanapara et leurs affluents par 2 000 personnes.

## Écriture
| a | b | c | ch | d | e | f | i | j | m | n | ñ | o | p | q | r | s | sh | t | th | ts | u | ʉ | w | x | y |

| a | ae | b | ch | d | e | f | i | j | k | m | n | ng | ñ | o | p | r | s | sh | t | th | ts | u | ü | üü | w | x | y |

## Phonologie

### Voyelles
|         | Antérieure | Centrale  | Postérieure |
| ------- | ---------- | --------- | ----------- |
| Fermée  | i [i]      | ü / ʉ [ɨ] | u [u]       |
| Moyenne | e [e]      |           | o [o]       |
| Ouverte |            | a [a]     |             |

### Consonnes
|               |               | Bilabiale | Dentale | Palatale | Vélaire | Glottale |
| ------------- | ------------- | --------- | ------- | -------- | ------- | -------- |
| Occlusives    | Sourdes       | p [p]     | t [t]   |          | k [k]   |          |
| Occlusives    | Aspirées      | ph [pʰ]   | th [tʰ] |          | kh [kʰ] |          |
| Occlusives    | Sonores       | b [b]     | d [d]   |          |         |          |
| Fricatives    | Fricatives    |           | s [s]   |          |         | h [h]    |
| Affriquées    | Affriquées    |           | ts [t͡s] | ch [t͡ʃ]  |         |          |
| Semi-voyelles | Semi-voyelles | w [w]     |         | y [j]    |         |          |